# Усть-Турское сельское поселение
Усть-Турское се́льское поселе́ние — упразднённое муниципальное образование в Кунгурском районе Пермского края Российской Федерации.
Административный центр — село Усть-Турка.

## История
Статус и границы сельского поселения установлены Законом Пермской области от 27 декабря 2004 года № 1987-436 «Об утверждении границ и о наделении статусом муниципальных образований Кунгурского района Пермской области»
Законом Пермского края от 9 декабря 2020 года упразднено 22 декабря 2020 года в связи с объединением Кунгура и Кунгурского муниципального района в Кунгурский муниципальный округ, все сельские поселения упразднены.

## Население
| 2010  | 2012  | 2013  | 2014  | 2015  | 2016  | 2017  |
| ----- | ----- | ----- | ----- | ----- | ----- | ----- |
| 2148  | ↗2178 | ↘2165 | ↘2153 | ↘2120 | ↘2115 | ↗2144 |
| 2018  | 2019  | 2020  | 2021  |       |       |       |
| ↘2108 | ↘2094 | ↘2045 | ↘2024 |       |       |       |

## Состав сельского поселения
| № | Населённый пункт | Тип населённого пункта       | Население |
| - | ---------------- | ---------------------------- | --------- |
| 1 | Бажуки           | деревня                      | 936       |
| 2 | Баташи           | деревня                      | 272       |
| 3 | Горбуново        | деревня                      | 31        |
| 4 | Усть-Турка       | село, административный центр | 909       |